# Eotetranychus nigrens
Eotetranychus nigrens är en spindeldjursart som beskrevs av Flechtmann och Baker 1970. Eotetranychus nigrens ingår i släktet Eotetranychus och familjen Tetranychidae. Inga underarter finns listade i Catalogue of Life.